# Station Shin-Osaka
 Station Shin-Osaka  (Japans: 新大阪駅, Shin-Ōsaka-eki, lett. 'Nieuw-Osaka') is een spoorweg- en metrostation in de wijk Yodogawa-ku in de Japanse stad Osaka. Het wordt uitgebaat door de West Japan Railway Company (JR West), Central Japan Railway Company en de Metro van Osaka. Het station heeft in totaal 18 sporen (JR), 2 metrosporen en behoort tot de grootste stations van Osaka. Shin-Osaka is daarnaast ook Osaka's station aan de Shinkansen, daar het te ingewikkeld bleek om de lijn door het centrum van de stad te leiden naar het station Ōsaka.

## Lijnen

### JR West
- Sanyo Shinkansen
- JR Kioto-lijn
- Fukuchiyama-lijn
- JR Kobe-lijn
- Hanwa-lijn

### JR Central
- Tokaido Shinkansen

### Metro van Osaka
- Midosuji-lijn (M13)

Daarnaast rijden er nog een groot aantal intercity's (die allen een bijnaam hebben) naar vele bestemmingen in Japan.

## Perrons
Op de begane grond zijn er vier eilandperrons en op de vierde verdieping drie eilandperrons en één zijperron. De vierde verdieping wordt alleen gebruikt voor de Shinkansen-lijnen. De Midosuji-lijn heeft haar perrons op de derde verdieping.

### JR
| 11    | ■ Kansai-kuko-lijn Haruka naar luchthaven Kansai             |
| 11    | ■ Kisei-lijn richting Wakayama en Kii-Tanabe                 |
| 11    | ■ Intercity's richting Kioto en Maibara                      |
| 12    | ■ Hokuriku-lijn richting Fukui, Kanazawa en Toyama           |
| 12    | ■ Intercity's richtin Kioto                                  |
| 13-14 | ■ JR Kioto-lijn richting Suita, Takatsuki en Kioto           |
| 15-16 | ■ JR Kobe-lijn richting Osaka, Amagasaki en Sannomiya        |
| 17-18 | ■ Fukuchiyama-lijn richting Amagasaki, Takarazuka en Sanda   |
| 17-18 | ■ Intercity's richting Osaka                                 |
| 17-18 | ■ Super Hakuto richting Tottori                              |
| 20-22 | Sanyo Shinkansen richting Okayama, Hiroshima en Hakata       |
| 23-26 | Tokaido Shinkansen richting Kioto, Nagoya, Shizuoka en Tōkyō |

### Metro van Osaka(stationsnummer M13)
| 1 | ■Midosuji-lijn | richting Umeda, Namba, Tennōji en Nakamozu |
| 2 | ■Midosuji-lijn | richting Esaka                             |

## Geschiedenis
Het station werd in 1964 tegelijk met de Tokaidō Shinkansen (die werd aangelegd ten behoeve van de Olympische Spelen) en de verlenging van de Midosuji-lijn geopend.
In 1985 werden de perronnummers van de Shinkansen-lijnen veranderd.

## Toekomst
Het station zal een halte aan de Osaka Higashi-lijn krijgen, al is de lijn nog maar deels af. Men verwacht het noordelijke gedeelte van deze lijn (Hanaten - Kita-Umeda) in 2018 af is.

## Overig openbaar vervoer
Zowel bij de ingangen van de Midosuji-lijn als aan de noord- en zuidkant van het station bevinden zich busstations. De bussen hebben bestemmingen in zowel de Kansai als erbuiten.

## Stationsomgeving
Rondom het station staan woontorens, kantoorgebouwen als hotels, maar relatief weinig winkels. Sinds het begin van de jaren 90 voert hoogbouw de boventoon, al is het niet zo hoog als het nabijgelegen Umeda. Het station zelf kent ook de nodige voorzieningen.

### Stationsvoorzieningen
- Het postkantoor van Yodogawa-ku
- McDonald's
- Fietsverhuur

Daarnaast bevinden zich er ook nog een aantal restaurants en (souvenirs)winkels.

### Noordzijde
- Mielparque Hotel Shin-Osaka
- Nippon Life-gebouw
- Yumesse Sen'i City (winkelcentrum)
- Laforet Hotel Shin-Osaka
- Wacoal Osaka (lingeriewinkel)
- Ziekenhuis van Noord-Osaka
- Gourmet City Shin-Osaka (supermarkt)
- Kita-Nakashima-park
- Konami Sports & Life (fitnessapparatuur)
- Via Inn Shin-Osaka West (hotel)

### Zuidzijde
- New Osaka Hotel
- Recruit-gebouw Shin-Osaka (uitzendbureau)
- Mediacafé Popeye
- Stations Minamikata en Nishinakajima-Minamikata
- Shin-Osaka Central Tower
- Gourmet City Nishi-Nakanoshima
- Hoofdkantoor van Nissin
- Shin-Osaka Washington Hotel Plaza

### Oostzijde
- Jeugdhotel Shin-Osaka
- Shin-Osaka Station Hotel
- Osaka Corona Hotel
- Hoofdkantoor van Life

Tokio · Shinagawa · Shin-Yokohama · Odawara · Atami · Mishima · Shin-Fuji · Shizuoka · Kakegawa · Hamamatsu · Toyohashi · Mikawa-Anjo · Nagoya · Gifu-Hashima · Maibara · Kioto · Shin-Osaka
Shin-Osaka · Shin-Kobe · Nishi-Akashi · Himeji · Aioi · Okayama · Shin-Kurashiki · Fukuyama · Shin-Onomichi · Mihara · Higashi-Hiroshima · Hiroshima · Shin-Iwakuni · Tokuyama · Shin-Yamaguchi · Asa · Shin-Shimonoseki · Kokura · Hakata